# Royce Williams
Elmer Royce Williams (n. 4 aprilie 1925, Wilmot⁠(d), Dakota de Sud, SUA) este un aviator naval în retragere al Marinei Statelor Unite. El este cunoscut pentru lupta sa aeriană de unul singur cu șapte piloți sovietici în timpul Războiului din Coreea, care, potrivit The San Diego Union-Tribune, a fost numită „una dintre cele mai mari fapte din istoria aviației” de experții militari.
Doniphan Shelton, un amiral în retragere, și mai mulți membri ai Congresului au cerut ca acesta  să primească Medalia de Onoare pentru fapta sa. La 20 ianuarie 2023 a primit Crucea Marinei – cea mai înaltă decorație militară acordată de Marina SUA – de la Secretarul Marinei Carlos Del Toro⁠(d).

## În cultura populară
În 2020, un documentar de 20 de minute, Actions Speak Louder Than Medals – the Royce Williams Story, regizat de John Mollison, a fost proiectat la Festivalul de Film GI, San Diego.